# Beer Barrel Polecats
Beer Barrel Polecats (bra: Veja que cerveja) é um filme de curta-metragem estadunidense de 1946, dirigido por Jules White. É o 88.º filme de um total de 190 da série com os The Three Stooges (bra: Três Patetas; prt: Os Três Estarolas) produzida pela Columbia Pictures entre 1934 e 1959.

## Enredo
Os Três Patetas não conseguem encontrar cerveja em lugar nenhum então resolvem fabricar a bebida eles mesmos. Erram na quantidade de fermento e o resultado é uma enorme quantidade de cerveja que eles colocam em quase duzentas garrafas. Contudo, Curly vende uma garrafa de cerveja ao preço do mercado negro a um detetive disfarçado e o trio acaba indo para a cadeia. Pegam uma pena de oito meses, mas Curly levou um barril de cerveja que escondera nas roupas e quando é descoberto, complica a situação.
Os Patetas então tentam fugir serrando as grades (sequência retrabalhada de In the Sweet Pie and Pie) mas são descobertos. Pouco tempo depois eles encontram um colega condenado (Joe Palma) e acabam agredindo acidentalmente o diretor da prisão (Vernon Dent), indo parar na pilha de pedras. Enquanto martelam as pedras, falam com outro velho companheiro , Percy Pomeroy (Eddie Laughton), e tentam uma nova fuga, dessa vez pintando os uniformes de presidiário para deixá-los com a aparência dos guardas do presídio (cenas recicladas de So Long Mr. Chumps). Mais uma vez capturados, eles são enviados para a solitária.
Após 40 anos o trio finalmente deixa cadeia, com imensas barbas brancas. Curly diz que está louco por uma cerveja ("You know what I'm-a gonna do? I'm gonna get myself a tall, big, beautiful bottle of beer!") o que enfurece os outros dois que o empurram de volta para o presídio.